# الدوري الإيطالي 1923–24
الدوري الإيطالي الدرجة الأولى 1923-24 (بالإيطالية: Prima Divisione 1923-1924)‏ هو الموسم 24 من  الدوري الإيطالي الدرجة الأولى. أقيم خلال الفترة 7 أكتوبر 1923 وحتى 7 سبتمبر 1924، والذي يشرف على تنظيمه Lega Nord (football) ‏، وكان عدد الأندية المشاركة فيه  45، وفاز فيه نادي جنوى.